# Savino Varazzani
Savino Varazzani (Piacenza, 21 marzo 1858 – Milano, 3 febbraio 1938) è stato un politico e giornalista italiano.

## Biografia
Docente di professione, scrittore e giornalista socialista, fu direttore dell'Avanti! della domenica.
Venne eletto alla Camera del Regno d'Italia per la XXI legislatura nel collegio di Piacenza. Fu candidato per la legislatura successiva, seppure riluttante, alle elezioni suppletive per il collegio di Grosseto, senza riuscire ad accedere neanche al ballottaggio.